# Кристенсен, Ларс
Ларс Кри́стенсен (норв. Lars Christensen, 6 апреля 1884 года, Сандар, Вестфолл, Норвегия — 10 декабря 1965 года, Нью-Йорк, США) — норвежский судовладелец, китобойный магнат и дипломат. Снарядил девять научно-исследовательских экспедиций в Антарктиду, в четырёх из них принял личное участие.

## Биография
Ларс Кристенсен родился в богатой семье в коммуне Сандар, в фюльке Вестфолл. Унаследовав китобойный флот своего отца Кристена Кристенсена, он начал карьеру судовладельца в Саннефьорде в 1906 году, а с 1909 года принимал активное участие в китобойном промысле Норвегии. С 1920 года он возглавлял акционерное общество Тора Даля, ряд других китобойных компаний, а также судостроительные верфи Фрамнес (норв. Framnæs).
Трёхмачтовая баркентина «Эндьюранс» (англ. Endurance), получившая известность после провала Имперской трансантарктической экспедиции 1914—1917 годов под командованием сэра Эрнеста Шеклтона, была изначально построена для Кристенсена: он хотел отправлять на ней туристов, желающих поохотиться на белых медведей, в полярные круизы. Затея не удалась, и Кристенсен продал корабль Шеклтону.
Кристенсен испытывал живейший интерес к Антарктиде и её животному миру. В частности, он стремился к географическим открытиям и предоставлял своим капитанам широкие возможности для их совершения. Он финансировал несколько экспедиций, целью которых было исследование антарктического континента и его прибрежных вод (в том числе четыре экспедиции с участием промыслового судна «Норвегия» (лат. Norvegia) в 1927—1931 годах), и сам участвовал в некоторых из них, а в экспедицию 1936—1937 годов даже взял с собой свою жену Ингрид. Он одним из первых использовал аэрофотосъёмку с гидроплана для нанесения на карту части побережья восточной Антарктиды от Моря Уэдделла до шельфового ледника Шеклтона, особо сосредоточившись на острове Буве и участке от Земли Эндерби до Земли Котса. С гидроплана, доставленного экспедицией 1936—1937 годов, было сделано 2200 перспективных аэроснимков, покрывших 6250 квадратных миль (16200 км²). Супруга Кристенсена стала первой женщиной, пролетевшей над Антарктидой на самолёте.
1 декабря 1927 года, будучи главой финансированной им экспедиции, Ларс Кристенсен высадился на острове Буве и объявил его территорией Норвегии. Великобритания уже объявляла его своей территорией раньше, однако вскоре британцы отказались от своих претензий и признали права норвежцев на остров.
Во время экспедиций, финансированных Ларсом Кристенсеном в 1927—1937 годах, были открыты и обследованы обширные новые территории на побережьях Земли Королевы Мод и Земли Мак-Робертсона. В этих местах располагается российская антарктическая станция «Союз» (закрыта в 1989 году).
В честь Кристенсена в Антарктике названы:
- Пик Ларса Кристенсена, высочайшая точка острова Петра I.
- Берег Ларса Кристенсена, восточная часть побережья земли Мак-Робертсона.

Вместе с Отто Свердрупом и Оскаром Вистингом Ларс Кристенсен снарядил экспедицию для возвращения знаменитого корабля «Фрам» из Буэнос-Айреса. В 1935 году шхуна была перемещена в музей «Фрама» в Осло.
Во время Второй мировой войны Ларс Кристенсен занимал должность советника по финансам в Королевском посольстве Норвегии в Вашингтоне.

## Музей в Саннефьорде
Ларс Кристенсен передал Музей китобойного промысла (норв. Hvalfangstmuseet) в дар Саннефьорду в 1917 году. Это был один из первых музеев в Норвегии, расположенных в специально построенном для него здании. Из своих путешествий Кристенсен привёз огромное собрание литературы, в том числе множество книг о китобойном промысле; его интересы включали как исследование, так и поддержку отрасли. Эти материалы были переданы музею в 1920-е и 1930-е годы. Кристенсен также жертвовал средства для дальнейшего расширения библиотеки Музея, куратором которой был Бьярне Огорд — фрахтовый брокер, писатель и дипломат, чьё обширное собрание книг также составило существенную долю библиотечного фонда.

## Награды
- Медаль Гуннеруса[англ.] (1927)